# Stegana claudana
Stegana claudana är en tvåvingeart som beskrevs av Bock 1982. Stegana claudana ingår i släktet Stegana och familjen daggflugor. Inga underarter finns listade i Catalogue of Life.